# Montanui
Montanui är en ort i Spanien.   Den ligger i provinsen Provincia de Huesca och regionen Aragonien, i den nordöstra delen av landet, 400 km nordost om huvudstaden Madrid. Montanui ligger 1 216 meter över havet och antalet invånare är 320.
Terrängen runt Montanui är kuperad åt sydväst, men åt nordost är den bergig. Runt Montanui är det glesbefolkat, med 13 invånare per kvadratkilometer. Närmaste större samhälle är Castejón de Sos, 17,3 km väster om Montanui. I omgivningarna runt Montanui växer i huvudsak blandskog.